# Vera Popova
Vera Jevstafjevna Popova (ryska: Вера Евстафьевна Попова), född Bogdanovskaja 1867, död 25 april 1896, var en rysk kemist. Hon var en av de första kvinnliga kemisterna i Ryssland.

## Biografi
Vera Popova tog examen i naturvetenskap vid Smolnyjinstitutet 1883 och studerade även naturvetenskap vid de Högre kurserna för kvinnor. Hon blev doktor i kemi vid universitetet i Genève 1892. Hon blev därefter professor i kemi vid det ryska lantbruksuniversitetet i Polen. Popova forskade främst i ketonföreningar.
Efter att hon gift sig flyttade hon från Sankt Petersburg till Izjevsk (i nuvarande Udmurtien), där hon ledde ett kemiskt laboratorium vid fabrikerna i staden. Hon avled av en explosion och den efterföljande förgiftningen.